# Samerey
Samerey est une commune française située dans le canton de Brazey-en-Plaine du département de la Côte-d'Or en région Bourgogne-Franche-Comté.

## Géographie

### Climat
Pour des articles plus généraux, voir Climat de la Bourgogne-Franche-Comté et Climat de la Côte-d'Or.
En 2010, le climat de la commune est de type climat des marges montargnardes, selon une étude du Centre national de la recherche scientifique s'appuyant sur une série de données couvrant la période 1971-2000. En 2020, Météo-France publie une typologie des climats de la France métropolitaine dans laquelle la commune est exposée à un climat semi-continental et est dans la région climatique  Bourgogne, vallée de la Saône, caractérisée par un bon ensoleillement (1 900 h/an), un été chaud (18,5 °C), un air sec au printemps et en été et des vents faibles. 
Pour la période 1971-2000, la température annuelle moyenne est de 10,5 °C, avec une amplitude thermique annuelle de 17,5 °C. Le cumul annuel moyen de précipitations est de 891 mm, avec 11,8 jours de précipitations en janvier et 8,3 jours en juillet. Pour la période 1991-2020, la température moyenne annuelle observée sur la station météorologique de Météo-France la plus proche, « Tavaux Sa », sur la commune de Tavaux à 6 km à vol d'oiseau, est de 11,7 °C et le cumul annuel moyen de précipitations est de 868,7 mm,. Pour l'avenir, les paramètres climatiques de la commune estimés pour 2050 selon différents scénarios d'émission de gaz à effet de serre sont consultables sur un site dédié publié par Météo-France en novembre 2022.

## Urbanisme

### Typologie
Au 1er janvier 2024, Samerey est catégorisée commune rurale à habitat dispersé, selon la nouvelle grille communale de densité à 7 niveaux définie par l'Insee en 2022.
Elle est située hors unité urbaine. Par ailleurs la commune fait partie de l'aire d'attraction de Dole, dont elle est une commune de la couronne,. Cette aire, qui regroupe 87 communes, est catégorisée dans les aires de 50 000 à moins de 200 000 habitants,.

### Occupation des sols
L'occupation des sols de la commune, telle qu'elle ressort de la base de données européenne d’occupation biophysique des sols Corine Land Cover (CLC), est marquée par l'importance des forêts et milieux semi-naturels (60,7 % en 2018), une proportion identique à celle de 1990 (60,7 %). La répartition détaillée en 2018 est la suivante : 
forêts (60,7 %), prairies (23,4 %), zones agricoles hétérogènes (10 %), zones urbanisées (4,4 %), eaux continentales (1,4 %). L'évolution de l’occupation des sols de la commune et de ses infrastructures peut être observée sur les différentes représentations cartographiques du territoire : la carte de Cassini (XVIIIe siècle), la carte d'état-major (1820-1866) et les cartes ou photos aériennes de l'IGN pour la période actuelle (1950 à aujourd'hui).

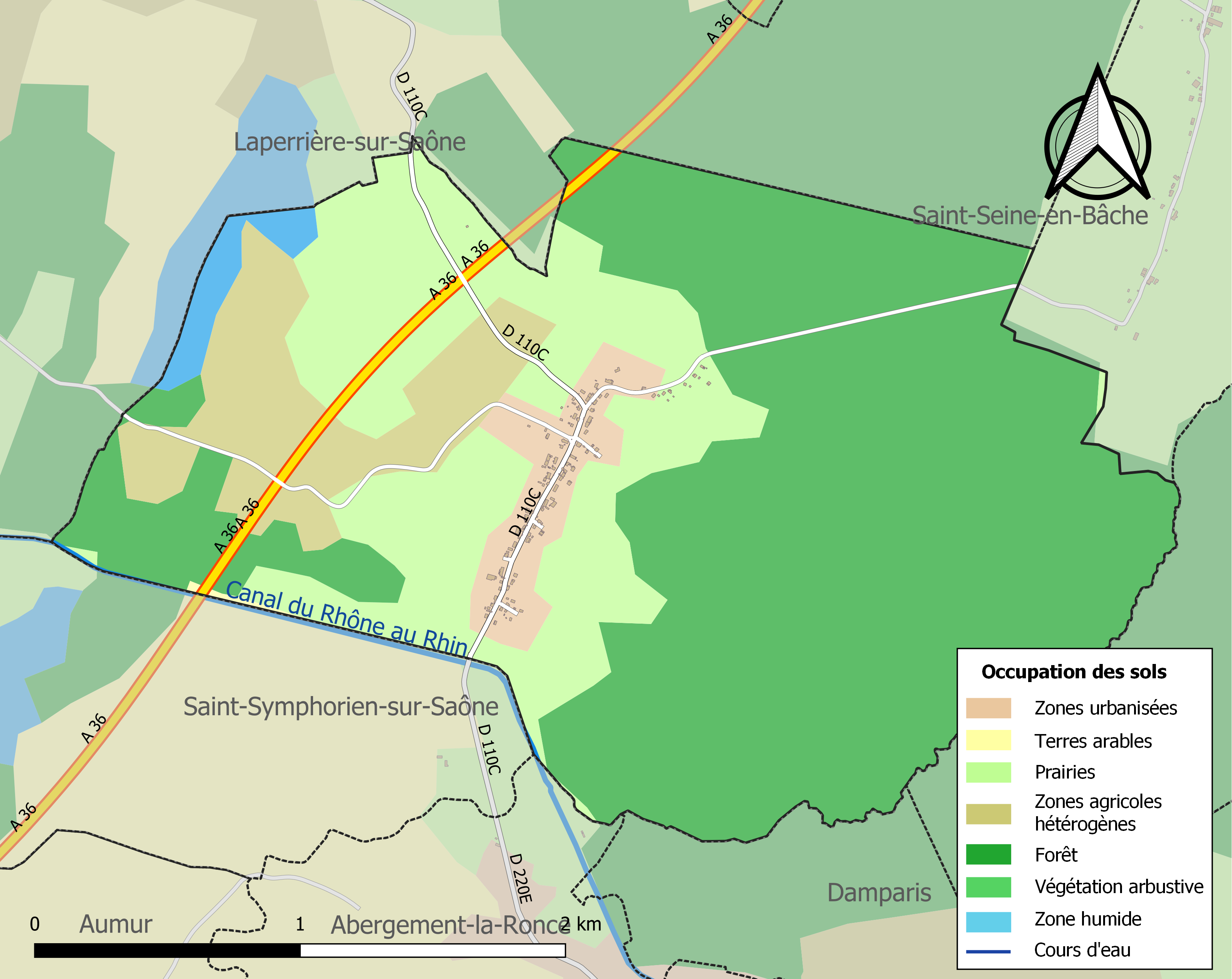
Carte des infrastructures et de l'occupation des sols de la commune en 2018 (CLC).

## Histoire

### Origines et Toponymie
Les origines du village demeurent méconnues. Cependant, les tuiles, les poteries et les substructions en briques romaines, retrouvées par les archéologues, dans les années 1870, le tronçon de voie romaine dans les bois de la Bauche, et les formes agraires fossiles dans le bois du Défens, atteste son existence à cette époque.

Quant au nom de la commune, il dériverait de "Samarius", un gallo-romain à qui aurait appartenu les terres du village.

### Moyen Âge et Ancien Régime
En 1267, le duc de Bourgogne Hugues IV, échange avec le seigneur de Pagny, Hugues d’Antigny, plusieurs petites seigneuries contre Laperrière-sur-Saône, Samerey, Saint-Seine-en-Bâche, ainsi que des terres à Échenon et à Foucherans, pour créer une châtellenie tampon de Laperrière entre le duché et le comté de Bourgogne, qui est élargie en 1272 à Saint-Symphorien-sur-Saône, Les Maillys et Franxault, avant d'être érigée en marquisat au début du XVIe siècle.

C'est donc Laperrière qui administre Samerey jusqu'à ce que le fils du marquis, Antoine Bénigne Lamy, hérite du village dans les années 1730-1740, qu'il possède jusqu'à la Révolution. Il semble d'ailleurs que ce dernier soit à l'origine du rebaptême de l'Hôtel de Samerey, que la famille Lamy possède, depuis 1700, à Dijon.

De la même manière, Samerey ne devient une paroisse indépendante de celle de Laperrière qu'en 1793.

### Révolution à fin du Second Empire (1789-1870)
En 1789, Samerey devient une commune indépendante. Un conseil municipal, présidé par Pierre Chenevoy, est élu, et une garde nationale, commandée par Jean Thieley, est créée.

En 1800, Samerey est administrativement attaché au canton de Saint-Jean-de-Losne et à l'arrondissement de Beaune.
En 1836, l'école s'installe au cœur du village, dans une maison achetée au chef de la garde.

En 1849, un lavoir est construit sur le canal.

En 1850, les travaux de construction de l'église sont entamés.

En 1851, le coup d'État de Louis-Napoléon Bonaparte est approuvé par 58 des 60 votants du village, et l'année suivante, le bonapartiste Ouvrard, candidat à la députation, recueille 55 des 58 votes de Samerey.

En 1862, la municipalité instaure la gratuité de l'école primaire.

En 1869, le bonapartiste Marey-Monge, candidat à la députation, recueille 44 des 64 votes du village.

En 1870, après la défaite des troupes françaises à Sedan, les Prussiens demandent une réparation de guerre de 5 milliards de francs, à laquelle Samerey contribue, à hauteur de 8158 francs.

### Troisième République
La République proclamée, c'est le candidat républicain, Joigneaux, qui fait presque l'unanimité auprès des électeurs de Samerey, lors des élections législatives de 1871, 76 et 77.

En 1893, la construction du nouveau cimetière, à l'extérieur du village (lieu-dit En Mauchamps), est lancée.

En 1907, l'identité du coupable de l'incendie volontaire d'une maison Chenevoy, divise les habitants qui en viennent aux mains.

En 1908, 2 postes téléphoniques et leurs câbles sont installés. Leur nombre reste identique jusqu'en 1974.

En 1914, le radical Camuset, candidat à la députation, fait la quasi-unanimité.

En 1919, le monument aux morts est érigé à la mémoire des 10 enfants du village morts pour la Patrie.

En 1931, l'électricité fait son entrée dans les maisons du village.

Entre 1940 et 1944, les Allemands investissent la mairie.

### Depuis 1945
En 1962, l'eau courante fait son entrée dans les maisons, et l'année suivante, des bâches de rétention d'eau sont installées à proximité du canal.

En 2004, la commune adhère à la Communauté de communes Rives de Saône.

## Politique et administration
| Période | Période  | Identité                        | Étiquette | Qualité |
| ------- | -------- | ------------------------------- | --------- | ------- |
| 1800    | 1815     | M. Jean-Baptiste Thieley        |           |         |
| 1815    | 1818     | M. Jean-Baptiste Bonnet         |           |         |
| 1818    | 1821     | M. Jean-Baptiste Thieley        |           |         |
| 1821    | 1844     | M. Jean Chenevoy                |           |         |
| 1844    | 1845     | M. Jean Chenevoy (homonyme)     |           |         |
| 1845    | 1848     | M. Pierre Chenevoy (Royer)      |           |         |
| 1848    | 1853     | M. Pierre Chenevoy (Moniot)     |           |         |
| 1853    | 1856     | M. Jacques Gence                |           |         |
| 1858    | 1858     | M. Jean Chenevoy (Gavignet)     |           |         |
| 1858    | 1860     | M. François Chenevoy            |           |         |
| 1861    | 1865     | M. Claude Chenevoy              |           |         |
| 1865    | 1870     | M. Pierre Chenevoy (Moniot)     |           |         |
| 1871    | 1871     | M. Alexandre Ferdinand Chenevoy |           |         |
| 1871    | 1879     | M. Jean-Baptiste Guillemin      |           |         |
| 1879    | 1880     | M. Pierre Gavet                 |           |         |
| 1880    | 1907     | M. Victor Gaumiot               |           |         |
| 1907    | 1919     | M. Jean-Joseph Chenevoy         |           |         |
| 1919    | 1922     | M. Emilien Chenevoy             |           |         |
| 1922    | 1928     | M. Louis Fleuret                |           |         |
| 1928    | 1944     | M. Lucien Gaumiot               |           |         |
| 1944    | 1956     | M. Emilien Chenevoy             |           |         |
| 1956    | 1959     | M. Louis Moulin                 |           |         |
| 1959    | 1965     | M. Raymond Lornet               |           |         |
| 1965    | 1995     | M. Raymond Gaumiot              |           |         |
| 1995    | 2001     | M. Gabriel Moulin               |           |         |
| 2001    | 2008     | M. Philippe Kesseller           |           |         |
| 2008    | 2014     | M. Marc Chenevoy                |           |         |
| 2014    | En cours | M. Anthony Goulut               |           | Ouvrier |

## Démographie
L'évolution du nombre d'habitants est connue à travers les recensements de la population effectués dans la commune depuis 1793. Pour les communes de moins de 10 000 habitants, une enquête de recensement portant sur toute la population est réalisée tous les cinq ans, les populations de référence des années intermédiaires étant quant à elles estimées par interpolation ou extrapolation. Pour la commune, le premier recensement exhaustif entrant dans le cadre du nouveau dispositif a été réalisé en 2004.

En 2022, la commune comptait 134 habitants, en évolution de −16,25 % par rapport à 2016 (Côte-d'Or : +0,82 %, France hors Mayotte : +2,11 %).
| 1793 | 1800 | 1806 | 1821 | 1836 | 1841 | 1846 | 1851 | 1856 |
| ---- | ---- | ---- | ---- | ---- | ---- | ---- | ---- | ---- |
| 228  | 226  | 207  | 237  | 238  | 260  | 266  | 273  | 232  |

| 1861 | 1866 | 1872 | 1876 | 1881 | 1886 | 1891 | 1896 | 1901 |
| ---- | ---- | ---- | ---- | ---- | ---- | ---- | ---- | ---- |
| 251  | 255  | 236  | 243  | 228  | 234  | 207  | 200  | 199  |

| 1906 | 1911 | 1921 | 1926 | 1931 | 1936 | 1946 | 1954 | 1962 |
| ---- | ---- | ---- | ---- | ---- | ---- | ---- | ---- | ---- |
| 197  | 188  | 137  | 137  | 154  | 136  | 129  | 137  | 134  |

| 1968 | 1975 | 1982 | 1990 | 1999 | 2004 | 2006 | 2009 | 2014 |
| ---- | ---- | ---- | ---- | ---- | ---- | ---- | ---- | ---- |
| 136  | 140  | 138  | 156  | 141  | 133  | 132  | 131  | 151  |

| 2019 | 2022 | - | - | - | - | - | - | - |
| ---- | ---- | - | - | - | - | - | - | - |
| 145  | 134  | - | - | - | - | - | - | - |

## Culture locale et patrimoine

### Lieux et monuments
- Substructions romaines (Bois des Petites Rotures)
- Voie et formes agraires romaines (Bauche et Bois du Défens)
- Croix de cimetière (1894)
- Église de la Nativité-de-la-Vierge-Marie (1850)
- Oratoire
- Puits
- Monument aux morts

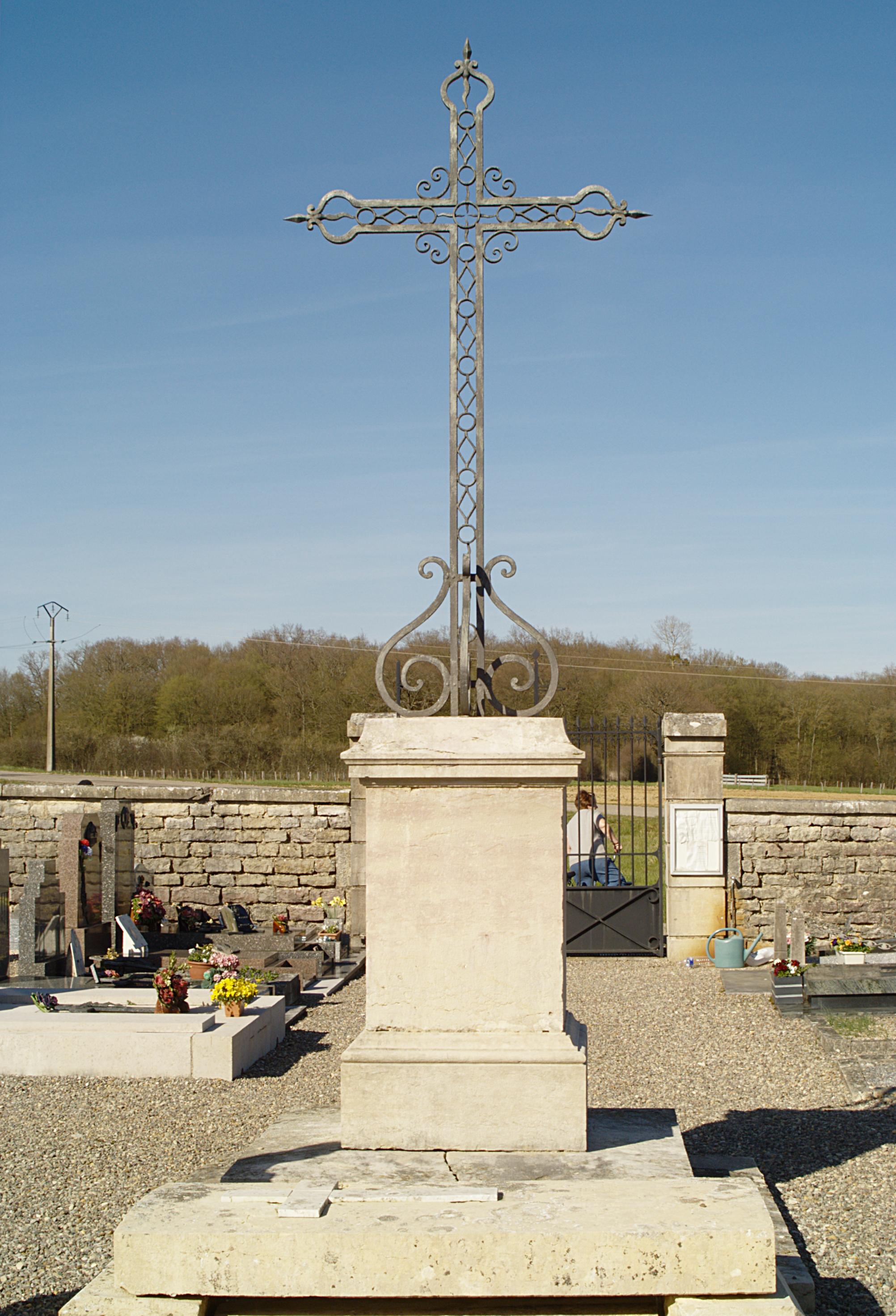
Croix de cimetière
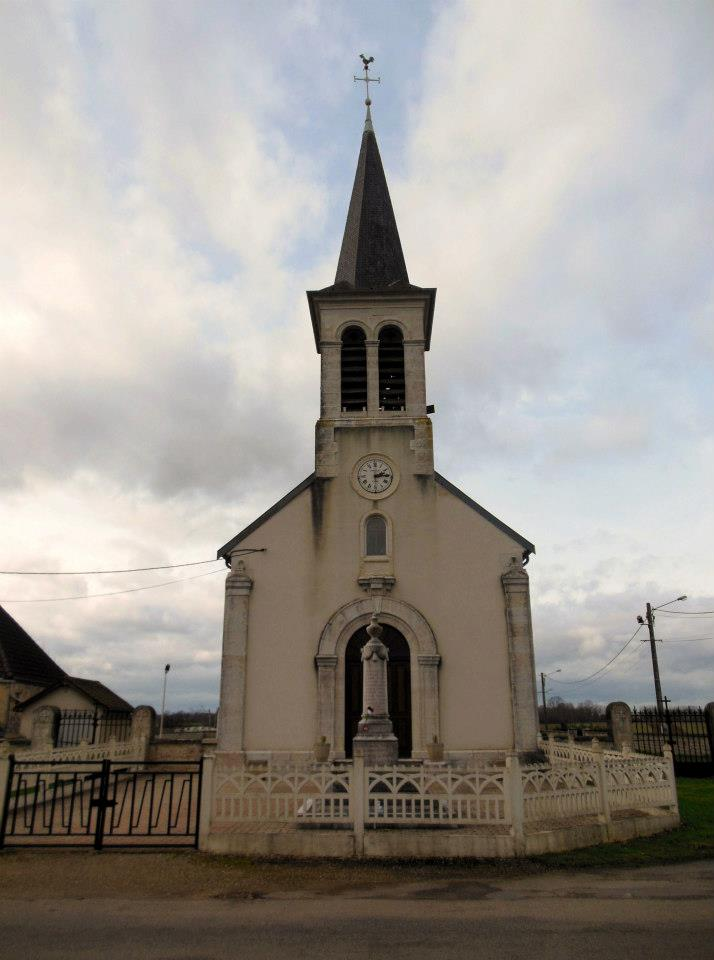
Église de la Nativité de la Vierge.
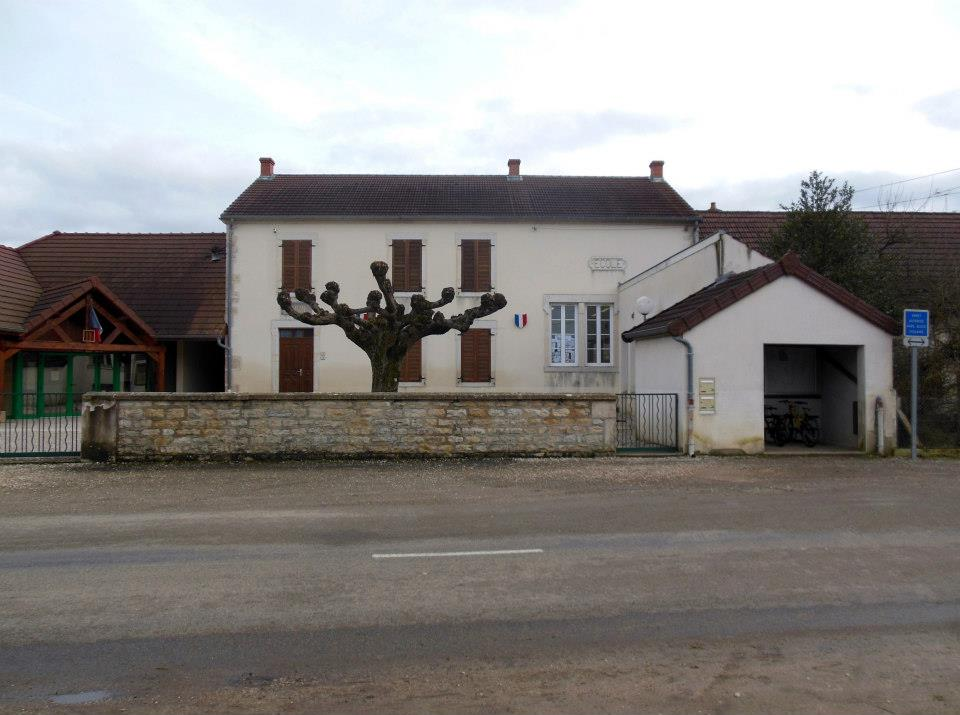
Mairie-école.
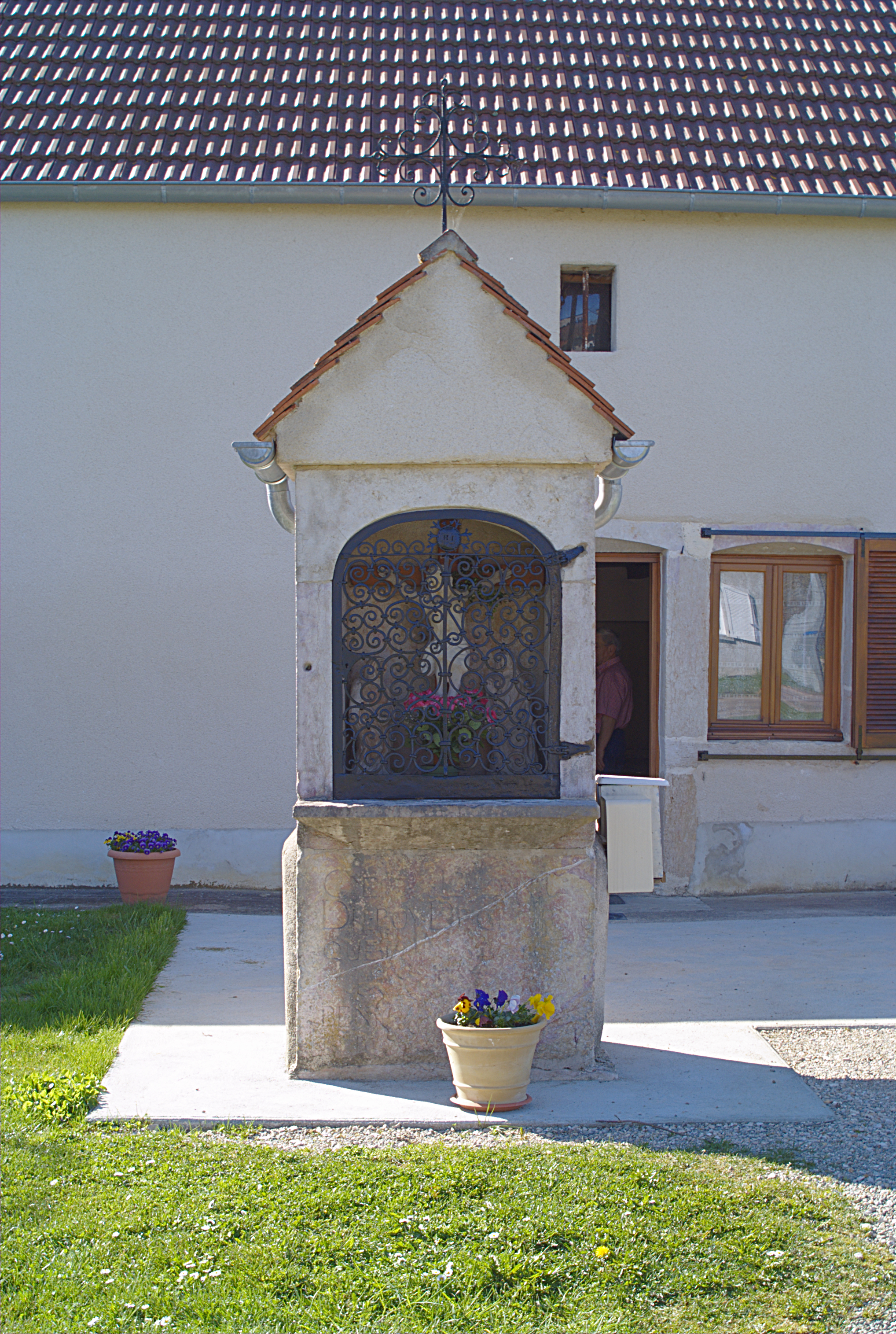
Oratoire
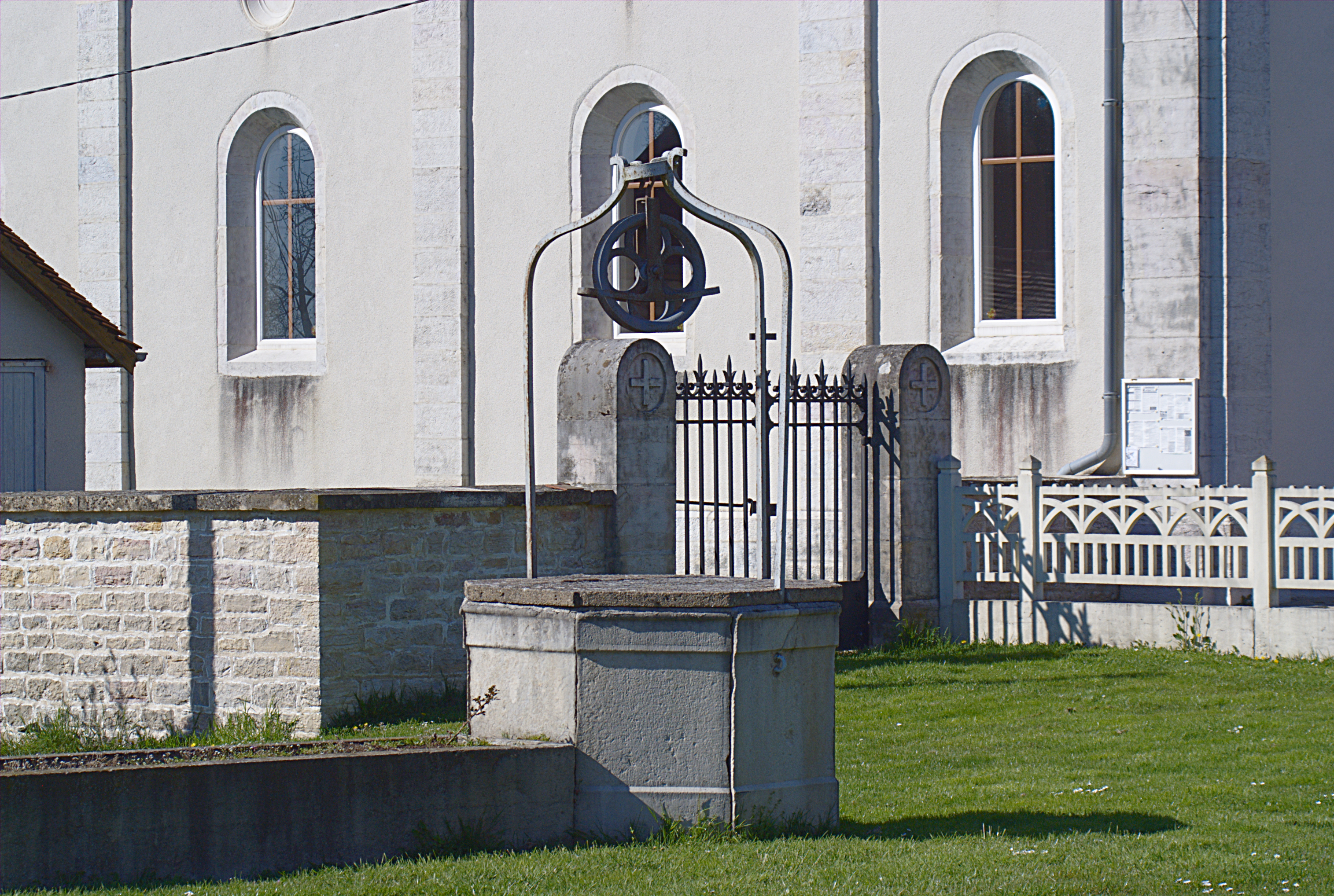
Puits
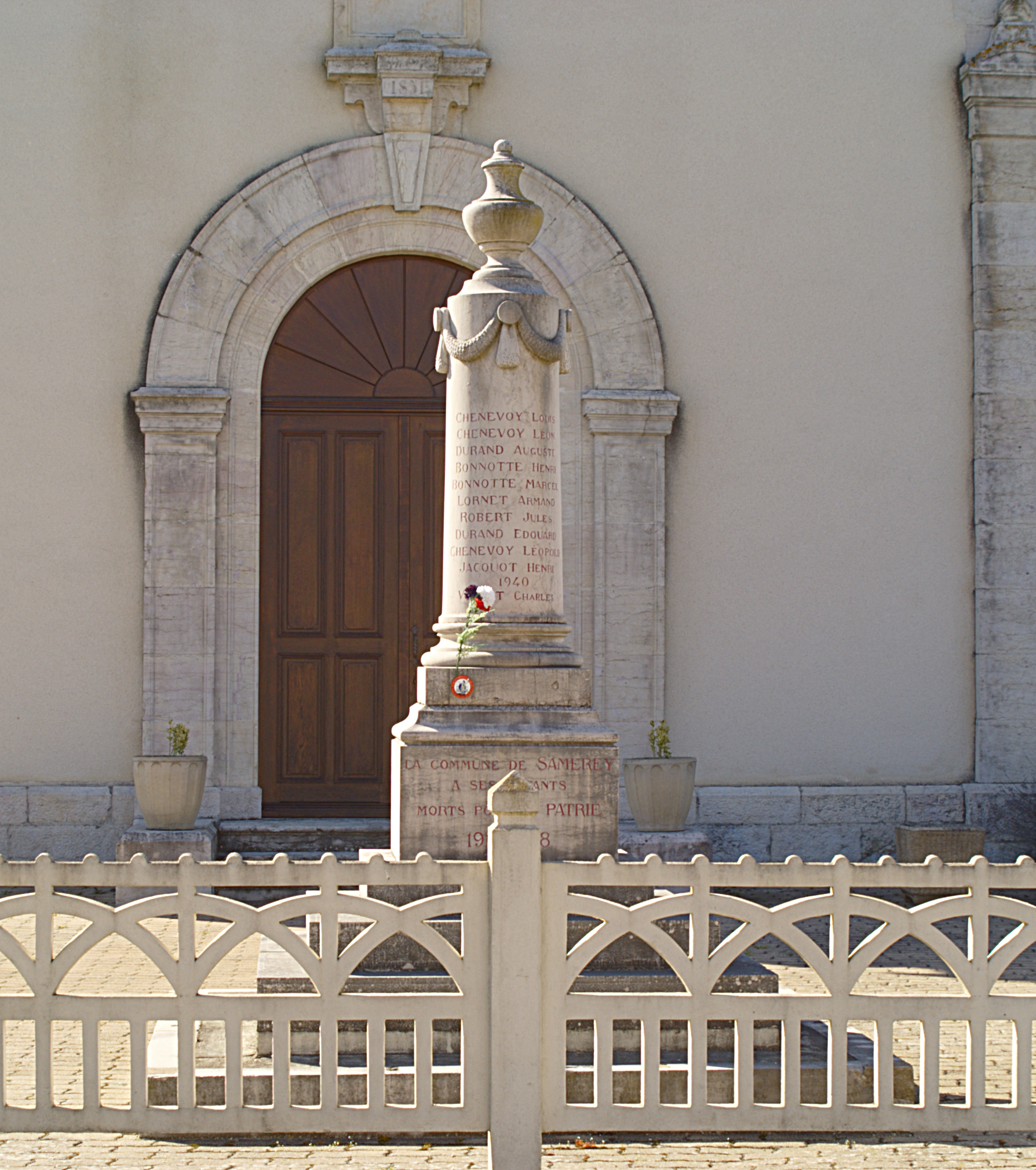
Monument aux morts

### Personnalités liées à la commune
- cf. article de Laperrière-sur-Saône
- Antoine Bénigne Lamy, seigneur de Flagey, propriétaire de Samerey des années 1730 à la Révolution.